# Breitblättriger Lavendel
Der Breitblättrige Lavendel (Lavandula latifolia; Synonym: Lavandula spica L.), auch Großer Speik, Spanischer Lavendel, Speik-Lavendel oder Gewürz-Lavendel genannt, ist eine Pflanzenart aus der Gattung Lavendel (Lavandula) in der Familie der Lippenblütler (Lamiaceae).

## Beschreibung
Der Breitblättrige Lavendel ist ein aromatischer, weißfilziger, immergrüner Strauch, der Wuchshöhen bis 80 Zentimeter erreicht. Die gegenständigen Laubblätter sind länglich bis schmal elliptisch, 2 bis 5 Zentimeter lang und bis 2 bis 9 Millimeter breit. Sie sind am Rand leicht umgerollt, jung kurz und dicht weißfilzig, später graugrün und weniger filzig. 
In 8 bis 25 Zentimeter langen, oft kürzeren, mehr oder weniger lockeren und sehr lang gestielten (Stiel 17 bis 30 cm) ährigen Blütenständen sind sieben bis acht Scheinquirle angeordnet. Jeweils sechs bis zehn Blüten stehen in den Scheinquirlen zusammen. Die linealischen, einnervigen und graugrünen Tragblätter haben eine Länge von bis zu 8 Millimeter. Der Blütenstiel ist sehr kurz. Die Vorblätter sind pfriemlich und 2 bis 3 Millimeter lang. Die zwittrigen Blüten sind zygomorph. Der Kelch ist kurz graufilzig, ungefähr 5 bis 6 Millimeter lang, mehr oder weniger zylindrisch und kurz fünfzähnig, der obere Zahn hat ein verkehrt herzförmiges Anhängsel. Die violett gefärbte Krone ist 1 bis 1,1 Zentimeter lang, fünflappig, sehr undeutlich zweilippig und außen weißfilzig. Es sind vier Staubblätter vorhanden, von denen zwei kürzer sind und nicht herausragen.
Die Blütezeit reicht von Juni bis September.
Die Chromosomenzahl beträgt 2n = 48, 50 oder 54.

## Vorkommen

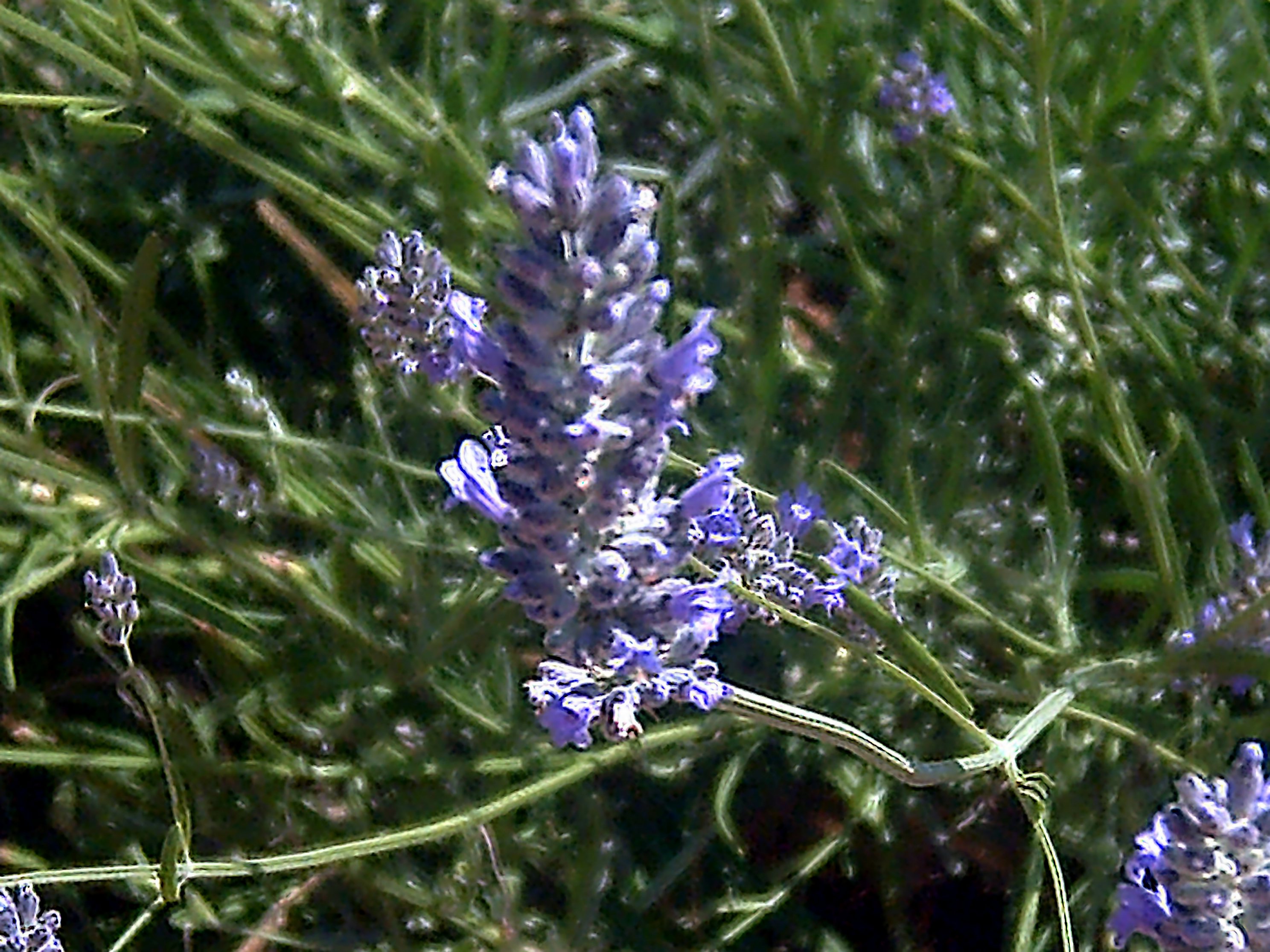
Breitblättriger Lavendel

Der Breitblättrige Lavendel kommt vom westlichen und zentralen Mittelmeergebiet östlich bis Jugoslawien vor. Sein ursprüngliches Verbreitungsgebiet liegt in Spanien, den Balearen, in Frankreich und in Italien. Er wächst auf trockenen, sonnigen Hängen.

## Synonyme
Es gibt einige Synonyme von Lavandula latifolia Medik.: Lavandula angustifolia Moench, Lavandula hybrida E.Rev. ex Briq., Lavandula spica Cav. nom. illeg., Lavandula spica DC.

## Nutzung
Blätter und Blüten werden als Gewürz eingesetzt. Eine medizinische Wirkung ist bekannt. Blätter und Blüten werden als Repellent eingesetzt. Auch in Blütenpotpourri verwendet man Pflanzenteile dieser Art. Speik-Lavendelöl wird vielfältig verwendet. Jedoch ist der Duft schwächer als der des Echten Lavendels. Heute wird auf den Lavendelfeldern in der Provence hauptsächlich eine natürliche Hybride von Echtem Lavendel und Breitblättrigem Lavendel, Lavandin (Lavandula ×intermedia), angebaut. Diese ist sehr häufig die Basis für preiswerte Lavendelprodukte.

## Belege
- Eintrag bei Henriette's Herbal Homepage.